# Oedaspis farinosa
Oedaspis farinosa
 es una especie de insecto del género Oedaspis de la familia Tephritidae del orden Diptera.
Friedrich Georg Hendel la describió científicamente por primera vez en el año 1927.